# Tejshree Thapa
Tejshree Thapa (Katmandú, 10 de noviembre de 1966 - Nueva York, 26 de marzo de 2019) fue una abogada y activista nepalí por los derechos humanos. Consiguió que se reconociera la violación y la esclavitud sexual como crímenes contra la humanidad y realizó numerosas investigaciones en la zona de los Balcanes y el sur de Asia sobre crímenes sexuales hacia las mujeres.

## Biografía
Thapa nació en Katmandú, Nepal, hija de Bhekh Bahadur Thapa, exministro de Exteriores de Nepal y diplomático y de la doctora Rita Thapa, especialista en salud pública que se dedicó a instalar clínicas especializadas en cuidados materno-infantiles y a liderar campañas a favor de los derechos reproductivos de las mujeres . Su hermano, Bhaskar Thapa (ingeniero de túneles que diseñó el túnel de Caldecott, que une las ciudades californianas de Oakland y Orinda), falleció en 2013 y su hermana, Manjushree Thapa, es una escritora y ensayista.
Su familia se mudó a Canadá cuando ella era tan solo una adolescente, donde su padre comenzó a trabajar en el Centro Internacional de Investigación (International Development Research Center) en Ottawa. Vivió allí hasta 1979, cuando su padre fue nombrado embajador en Estados Unidos y se trasladaron a Washington D. C..
Estudió en la National Cathedral School en Washington D. C. hasta 1984 y se graduó en el Wellesley College en una licenciatura de Artes y Filosofía en 1998, antes de obtener el doctorado en jurisprudencia en la Universidad Cornell en 1993.
Tuvo una hija, Maya Thapa-O’Faolain, que nació en 2001, fruto de un matrimonio que se rompió definitivamente en 2005.
Falleció en el Hospital Monte Sinaí, en Nueva York, el 26 de marzo de 2019, a los 52 años de edad, por un fallo multiorgánico.

## Trabajo con las Naciones Unidas
Comenzó a orientar su carrera trabajando para la abogada y defensora de los derechos humanos Radhika Coomaraswamy. Coomaraswamy lideró la Comisión de Derechos Humanos de Sri Lanka y trabajó como informante especial de la ONU investigando la violencia contra las mujeres en Sri Lanka, que en ese momento se encontraba en medio de una guerra civil. Escribió un detallado informe sobre la violencia de género para la Comisión de Derechos Humanos de la ONU. Su trabajo con Coomaraswamy le ayudó a ganar una experiencia que le permitiría desarrollar una brillante carrera. Después, Thapa se mudó a La Haya, a trabajar en el Tribunal Penal Internacional para la ex Yugoslavia.

## Tribunal Penal Internacional para la ex Yugoslavia
Trabajó durante casi una década liderando la investigación sobre violaciones en masa y esclavitud sexual en Bosnia y Herzegovina y ayudó en las investigaciones de los casos Foča (llamados así por la ciudad situada al este de Bosnia, donde se cometieron múltiples crímenes sexuales contra mujeres musulmanas entre 1992 y 1993). Sus aportaciones en los casos Foča llevaron a prisión a ocho líderes paramilitares serbios y a sus simpatizantes. Esto supuso un gran precedente que se utilizó más adelante en otros casos similares, como el del genocidio de Ruanda en 1998. Sus informes e investigaciones llevaron a que se reconociera la violación y la esclavitud sexual como crímenes contra la humanidad.
También colaboró en el caso contra el expresidente de Yugoslavia y de Serbia, Slobodan Milošević, también conocido como "El carnicero de los Balcanes", a quien se le acusaba de genocidio y crímenes contra la humanidad. Milosevic murió en 2006, antes de que pudiera dictar sentencia.

## Human Rights Watch
Después de trabajar en el Tribunal Penal Internacional para la ex Yugoslavia durante nueve años, se unió a la ONG Human Rights Watch (HRW, Observatorio de Derechos Humanos) en 2004, donde llegó a ser Investigadora Principal en el sur de Asia. En seguida comenzó a trabajar y a investigar el papel de las Naciones Unidas durante la guerra civil de Sri Lanka, que duró 26 años y dejó más de 100.000 muertos. Sus informes provocaron que la ONU comenzara una investigación interna tras el cual se llegó a la conclusión de que se había producido un "fallo sistemático"; los miembros de las Naciones Unidas no pensaron que prevenir la muerte de tantos ciudadanos fuera su responsabilidad. Esta investigación dio pie a que el Secretario General de las Naciones Unidas surcoreano Ban Ki-moon impulsara la iniciativa Human Rights Front, que señala la importancia de una respuesta rápida a las violaciones de los derechos humanos para prevenir genocidios en un futuro.
Como especialista en Sri Lanka, Bangladés y Nepal, Thapa redactó numerosos informes sobre violaciones, desapariciones u obstrucciones a la justicia entre otras muchas atrocidades que se cometían en países del sur de Asia. Publicó muchos de esos informes de manera anónima, con el logo de la organización Human Rights Watch. Basándose en su trabajo, Human Rights Watch publicó información detallada sobre los Tigres de Liberación del Eelam Tamil y su reclutamiento forzado de niños soldados durante la guerra civil nepalesa. 
Además de la guerra civil de Sri Lanka, Thapa hizo hincapié en su país de origen, Nepal, e investigó detalladamente la guerra civil, que duró diez años, reportando crímenes de guerra y de violencia sexual entre otras muchas atrocidades perpetradas por ambos bandos. Entrevistó a cientos de testigos, y estos informes llevaron a que Estados Unidos cortara sus intervenciones militares en Nepal. Finalmente, publicó el primer informe de la historia en el que se denunciaba la violencia sexual que se había sufrido durante la guerra civil en Nepal. 
En 2017, Thapa viajó hasta la frontera entre Bangladés y Myanmar (Birmania) para documentar sobre la limpieza étnica de los musulmanes Rohinyá por parte de los militares de Myanmar. Los musulmanes Rohinyá se veían obligados a huir de Myanmar para evitar ser asesinados por las fuerzas de seguridad del país.